# جامعة بنادر
جامعة بنادر (بالصومالية: Jaamacadda Banadir)‏ جامعة خاصة مقرها العاصمة الصومالية مقديشو.

## خلفية تاريخية
تأسست جامعة بنادر في أكتوبر عام 2002 ككلية طبية للمساعدة في تدريب الأطباء الصوماليين.
في 28 ديسمبر 2019 استهدف تفجير عبوة ناسفة حافلة صغيرة تقل طلاب جامعة بنادر ما أسفر عن مقتل ما لا يقل عن 76 شخصاً بينهم 20 طالباً في الجامعة. 

## روابط خارجية
- الموقع الرسمي